# Trgovanje ljudima
Trgovanje ljudima obuhvaća vrbovanje, prijevoz, pružanje utočišta i prihvat osoba pomoću prijetnje, uporabe sile
ili drugih oblika prinude, otmice, prijevare, zlouporabe ovlasti ili položaja bespomoćnosti, davanja, primanja ili plaćanja sredstava da bi se postigla privola osobe koja ima nadzor nad
drugom osobom, a u svrhu izrabljivanja. Trgovanja ljudima danas je prepoznata kao rastući problem u borbi protiv međunarodnog organiziranog kriminala putem kojeg se žene, djeca i muškarci podvrgavaju raznovrsnim oblicima zlostavljanja, iskorištavanja i zatiranja njihovih temeljnih ljudskih prava. Predstavlja svojevrsni suvremeni oblik ropstva.
Prema podacima američkog državnog tajništva 2017. godine u svijetu je identificirano 100.409 žrtava trgovine ljudima, pokrenuto je 17.880 sudskih sporova vezano za sve oblike trgovine ljudima te doneseno 7045 presuda. Prema procjenama u svakom trenutku u cijelom svijetu postoji oko 20 milijuna žrtava trgovanja ljudima, a godišnji profit ostvaren putem ovog oblika kriminala iznosi oko 150 milijardi američkih dolara.

## Poveznice
- Robovlasništvo
- Ljudska prava
- Trgovina bijelim robljem
- Trgovina seksom
- Zvuk slobode (2023.)